# Seznam slovenskih književnikov
Seznam slovenskih književnikov je krovni seznam.

## Seznami
- seznam slovenskih dramatikov
- seznam slovenskih esejistov
- seznam slovenskih literarnih kritikov
- seznam slovenskih mladinskih pisateljev
- seznam slovenskih pesnikov
- seznam slovenskih pisateljev
- seznam slovenskih pisateljev in pesnikov na Madžarskem
- seznam slovenskih pisateljev in pesnikov v Italiji
- seznam slovenskih pisateljev in pesnikov v Avstriji
- seznam slovenskih izseljenskih pisateljev in pesnikov
- seznam slovenskih prevajalcev
- seznam slovenskih scenaristov